# 凯蒂·霍布斯
凯蒂·玛丽·霍布斯，中文名郝愷悌（1969年12月28日—） ，是美国民主党籍政治人物，現任亞利桑那州州長。她曾于2019年至2023年担任亚利桑那州州務卿。2013年至2019年擔任亚利桑那州参议院參議員，2011年至2013年擔任亚利桑那州众议院眾議員。2022年亞利桑那州州長選舉中击败共和党候选人卡里·莱克成功當選。
霍布斯是亞利桑那州當地人，她拥有北亞利桑那大學和亞利桑那州立大學社會工作学位。她的研究領域是家庭暴力，并曾在美国一家家庭暴力機構工作。